# Уряд Коста-Рики
Уряд Коста-Рики — вищий орган виконавчої влади Коста-Рики.

## Голова уряду
- Президент — Луїс Гільєрмо Соліс Рівера (ісп. Luis Guillermo Solis Rivera).
- Перший віце-президент — Еліо Фаллас Ванегас (ісп. Helio Fallas Vanegas).
- Другий віце-президент — Ана Хелена Чакон (ісп. Ana Helena Chacon).

## Кабінет міністрів
Склад чинного уряду подано станом на 18 липня 2016 року.
| Логотип | Міністерство                                     | Міністр                                                     | Фото | Час на посаді | Час на посаді | Партія | Партія | Вебсайт |
| ------- | ------------------------------------------------ | ----------------------------------------------------------- | ---- | ------------- | ------------- | ------ | ------ | ------- |
|         | Міністерство внутрішніх справ                    | Густаво Мата Вега (Gustavo Mata Vega)                       |      |               |               |        |        |         |
|         | Міністерство екології та енергетики              | Едгар Гуттієрес Еспелета (Edgar Gutierrez Espeleta)         |      |               |               |        |        |         |
|         | Міністерство економіки, промисловості і торгівлі | Велмер Рамос Гонсалес (Welmer Ramos Gonzalez)               |      |               |               |        |        |         |
|         | Міністерство житлово-комунального господарства   | Еліо Фаллас Ванегас (Helio Fallas Vanegas)                  |      |               |               |        |        |         |
|         | Міністерство громадських робіт і перевезень      | Карлос Віллальта Віллегас (Carlos Villalta Villegas)        |      |               |               |        |        |         |
|         | Міністерство зв'язку                             | Маурісіо Херера Уллоа (Mauricio Herrera Ulloa)              |      |               |               |        |        |         |
|         | Міністерство зовнішньої торгівлі                 | Александер Мора Дельгадо (Alexander Mora Delgado)           |      |               |               |        |        |         |
|         | Міністерство закордонних справ                   | Мануель Антоніо Госалес Санс (Manuel Antonio Gonzalez Sanz) |      |               |               |        |        |         |
|         | Міністерство культури і молоді                   | Сільвія Дюран Сальватієрра (Sylvie Duran Salvatierra)       |      |               |               |        |        |         |
|         | Міністерство науки і технології                  | Марсело Дженкінс Коронас (Marcelo Jenkins Coronas)          |      |               |               |        |        |         |
|         | Міністерство освіти                              | Соня Марта Мора Ескаланте (Sonia Martha Mora Escalante)     |      |               |               |        |        |         |
|         | Міністерство охорони здоров'я                    | Фернандо Ллорка Кастро (Fernando Llorca Castro)             |      |               |               |        |        |         |
|         | Міністерство планування та економічної політики  | Ольга Марта Санчес Ов'єдо (Olga Marta Sanchez Oviedo)       |      |               |               |        |        |         |
|         | Міністерство праці та соціального забезпечення   | Карлос Альварадо Квесада (Carlos Alvarado Quesada)          |      |               |               |        |        |         |
|         | Міністерство соціального забезпечення            | Карлос Альварадо Квесада (Carlos Alvarado Quesada)          |      |               |               |        |        |         |
|         | Міністерство спорту                              | Кароліна Маурі Карабагвіас (Carolina Mauri Carabaguias)     |      |               |               |        |        |         |
|         | Міністерство сільського господарства             | Луїс Феліпе Арауз Кавалліні (Luis Felipe Arauz Cavallini)   |      |               |               |        |        |         |
|         | Міністерство туризму                             | Маурісіо Вентура Арагон (Mauricio Ventura Aragon)           |      |               |               |        |        |         |
|         | Міністерство у справах жінок                     | Алехандра Мора Мора (Alejandra Mora Mora)                   |      |               |               |        |        |         |
|         | Міністерство фінансів                            | Еліо Фаллас Ванегас (Helio Fallas Vanegas)                  |      |               |               |        |        |         |
|         | Міністерство юстиції                             | Сесілія Санчес Ромеро (Cecilia Sanchez Romero)              |      |               |               |        |        |         |